# Intervention (Gendarmerie nationale française)
Pour les articles homonymes, voir Intervention.

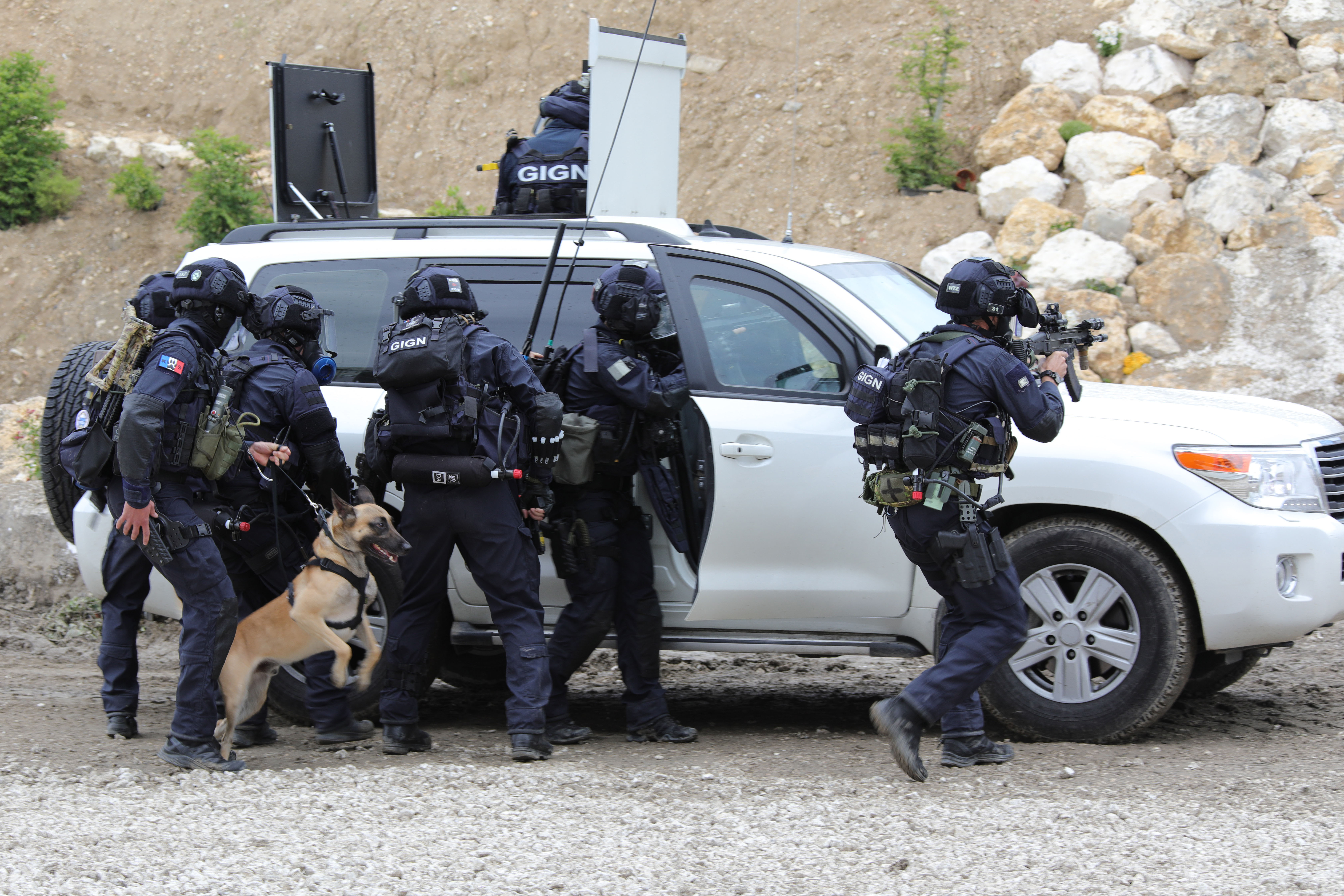
Équipe d'intervention du GIGN avec chien d'assaut

Dans le vocabulaire de la Gendarmerie nationale en France, « l’intervention est une opération de police administrative ou judiciaire, exécutée collectivement — de manière planifiée ou dans l’urgence — et qui s’inscrit dans un cadre juridique ou administratif déterminé ».
La notion d’intervention englobe une action graduée, proportionnée, allant de la médiation à la négociation et se prolongeant éventuellement jusqu’à l’emploi de la force, afin d’interpeller ou d’appréhender — et à défaut de « neutraliser » — un ou des individus pour anticiper ou faire cesser une infraction ou un trouble à l’ordre public.
Pour la Gendarmerie, il existe trois niveaux d'intervention : 
- l’intervention professionnelle, ou « IP » parfois également appelée « intervention élémentaire », qui est enseignée à tous les gendarmes et qui s'applique à la gestion de situations ou d'événements rencontrés quotidiennement et donc souvent imprévus.
- l‘intervention intermédiaire qui regroupe un ensemble de techniques mises en œuvre par certaines unités dans des situations comportant un niveau de danger potentiellement plus élevé. Il s'agit en général d'interventions planifiées, comme les interpellations domiciliaires mais il peut s'agir également d'interventions en urgence, par exemple à l'occasion d'une attaque terroriste[2].
- l‘intervention spécialisée qui est réservée aux situations les plus complexes et les plus dangereuses. Elle concerne principalement le Groupe d'intervention de la Gendarmerie nationale (GIGN).

La Gendarmerie a formé ses premières unités d'intervention au début des années 1970, en réponse à la multiplication des prises d'otages  (notamment à la centrale de Clairvaux (10) en 1971 et lors des Jeux olympiques de Munich en 1972). Les rôles et missions des unités d'intervention ont été reprécisés dans le Schéma national d'intervention des forces de sécurité présenté le 18 avril 2016 par le ministère de l'intérieur à la suite notamment des attentats de novembre 2015.
Par ailleurs, la formation de l'ensemble des personnels de la Gendarmerie a été rationalisée, notamment à la suite de la mise en place en 1984 des premiers stages de moniteurs d'intervention professionnelle au Centre national d'entraînement des forces de gendarmerie (CNEFG) de Saint-Astier (24)

## Généralités

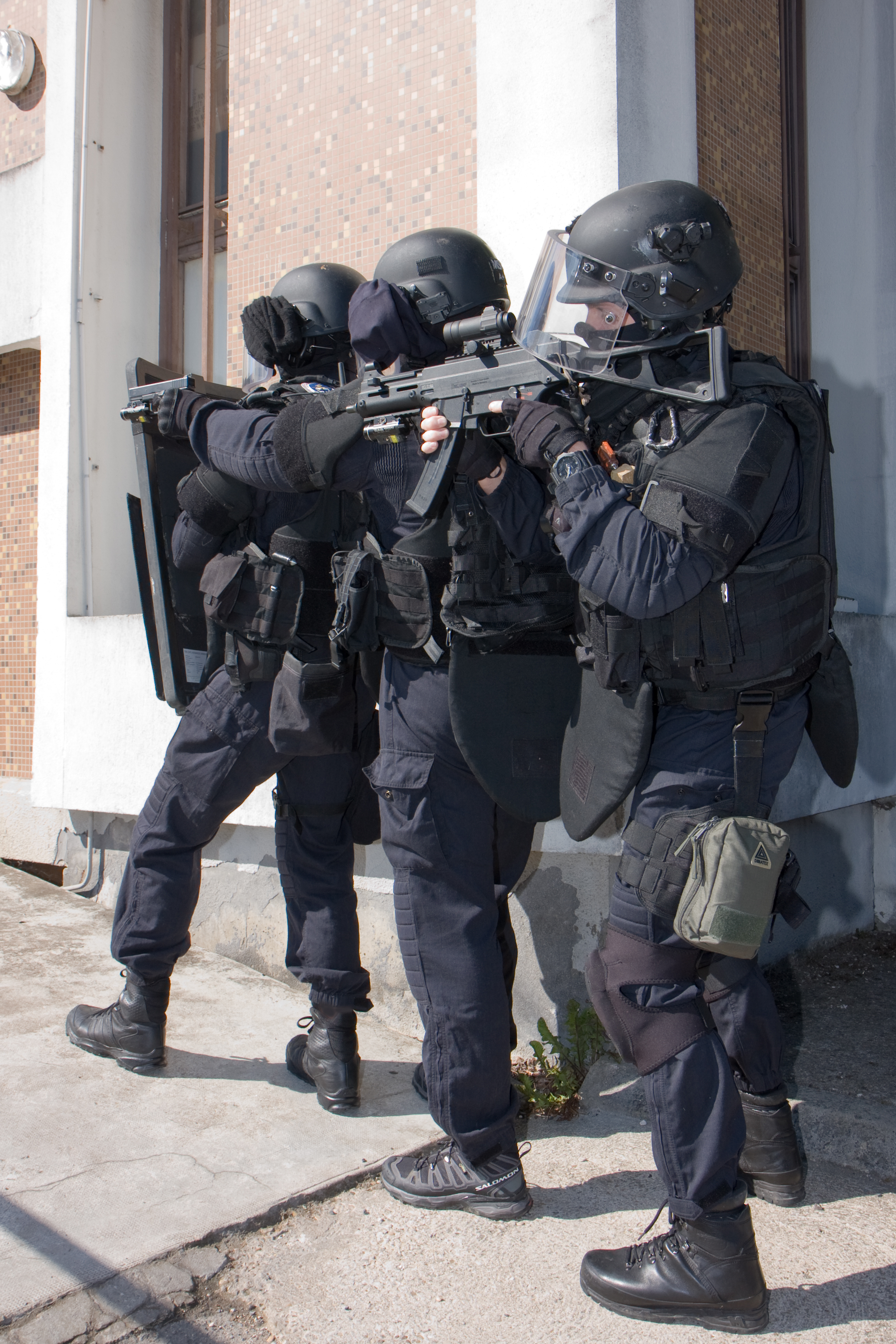
Équipiers d'une antenne du GIGN en colonne d'assaut.

Si l'intervention professionnelle concerne l'ensemble des personnels pour les préparer à toutes les situations et notamment à celles qui sont imprévues, l'intervention intermédiaire s'applique plutôt lors d'opérations planifiées, l'intervention spécialisée étant réservée aux situations les plus complexes et dangereuses (voir définitions ci-dessous). Cependant, il n'existe pas de correspondance exacte entre les différents niveaux d'intervention et les types d'unités impliqués. Ainsi, par exemple, le GIGN, qui est l'unité de référence en matière d'intervention spécialisée, peut être amené à effectuer une opération qui relève de la « simple » intervention élémentaire parce que les circonstances, la topographie d'un site ou les moyens à mettre en œuvre justifient son emploi.
Par ailleurs, l'« intervention » n'implique pas nécessairement l'emploi de la force et peut se limiter, dans le meilleur des cas, à une phase, qui, dans le vocabulaire de la Gendarmerie, est appelée « médiation » s'il s'agit d'intervention élémentaire et « négociation » dans les autres cas — interventions intermédiaire ou spécialisée. Les négociateurs régionaux, qui appartiennent à la gendarmerie départementale, et ceux de la cellule nationale de négociation (« CNN ») du GIGN sont tous sélectionnés, formés et suivis par le GIGN.
Les rôles et missions des unités d'intervention sont précisés dans le schéma national d'intervention présenté le 18 avril 2016 par le ministère de l'intérieur à la suite notamment des attentats de novembre 2015. Il prévoit notamment des modalités d'intervention étendues - en dérogation aux critères usuels de compétence technique ou territoriale - pour les forces de la Gendarmerie et de la Police nationales dans le cadre d'une procédure d'urgence absolue (PUA). En pratique, en cas d'urgence absolue, une unité d'intervention de la Gendarmerie peut intervenir en zone Police et réciproquement.

## Définitions

### L'intervention professionnelle
L'intervention professionnelle (« IP ») — ou intervention élémentaire — est le terme utilisé pour définir « un ensemble de techniques et tactiques, individuelles ou collectives, destiné à contraindre ou maîtriser un ou plusieurs adversaires avec le strict niveau de force nécessaire ».
La formation en intervention professionnelle est dispensée à l'ensemble des personnels de la Gendarmerie et en particulier à ceux qui sont chargés des missions de police au quotidien, afin de les préparer à disposer de la force au service de la loi et avec discernement, tout en assurant leur propre sécurité, celle des adversaires et celle des tiers. En pratique, l'IP concerne plus particulièrement certaines unités comme les brigades territoriales (« BT »), les groupes d'observation et de surveillance (« GOS ») et les pelotons de surveillance et d'intervention (« PSIG ») de la gendarmerie départementale.
Les trois critères privilégiés dans le cadre de l'IP sont la légalité, la sécurité et l'efficacité. Le but de la formation est de modeler le comportement opérationnel de l'ensemble des militaires de la Gendarmerie afin qu'ils adoptent une même approche d'intervention graduée lors de la confrontation à différents niveaux d'agressivité ou de violence.
Trois niveaux de formation sont assurés :
- la formation initiale ou continue dispensée à l'ensemble des personnels d'active et de réserve — dans les écoles pour la formation initiale et dans les unités pour la formation continue ;
- la formation de moniteurs d'intervention professionnelle (MIP) qui ont pour mission d'assurer à leur tour la formation des personnels — tant en école que dans les unités ;
- la formation des instructeurs en intervention professionnelle (IIP) qui ont un rôle de conseil auprès de leur commandement et qui sont aussi chargés de la conception, de l'animation, de la coordination et de l'enseignement de l'IP.

Par ailleurs, certains moniteurs reçoivent une formation spécialisée, celle de moniteur d'intervention professionnelle et de franchissement opérationnel (MIPFO) qui leur permet de former ensuite les gendarmes devant intervenir dans des conditions particulières : lieux élevés, confinés ou difficilement accessibles.
Les formations de moniteur et d'instructeur sont dispensées au Centre national d'entraînement des forces de gendarmerie (« CNEFG ») de Saint-Astier, en Dordogne.

### L'intervention intermédiaire

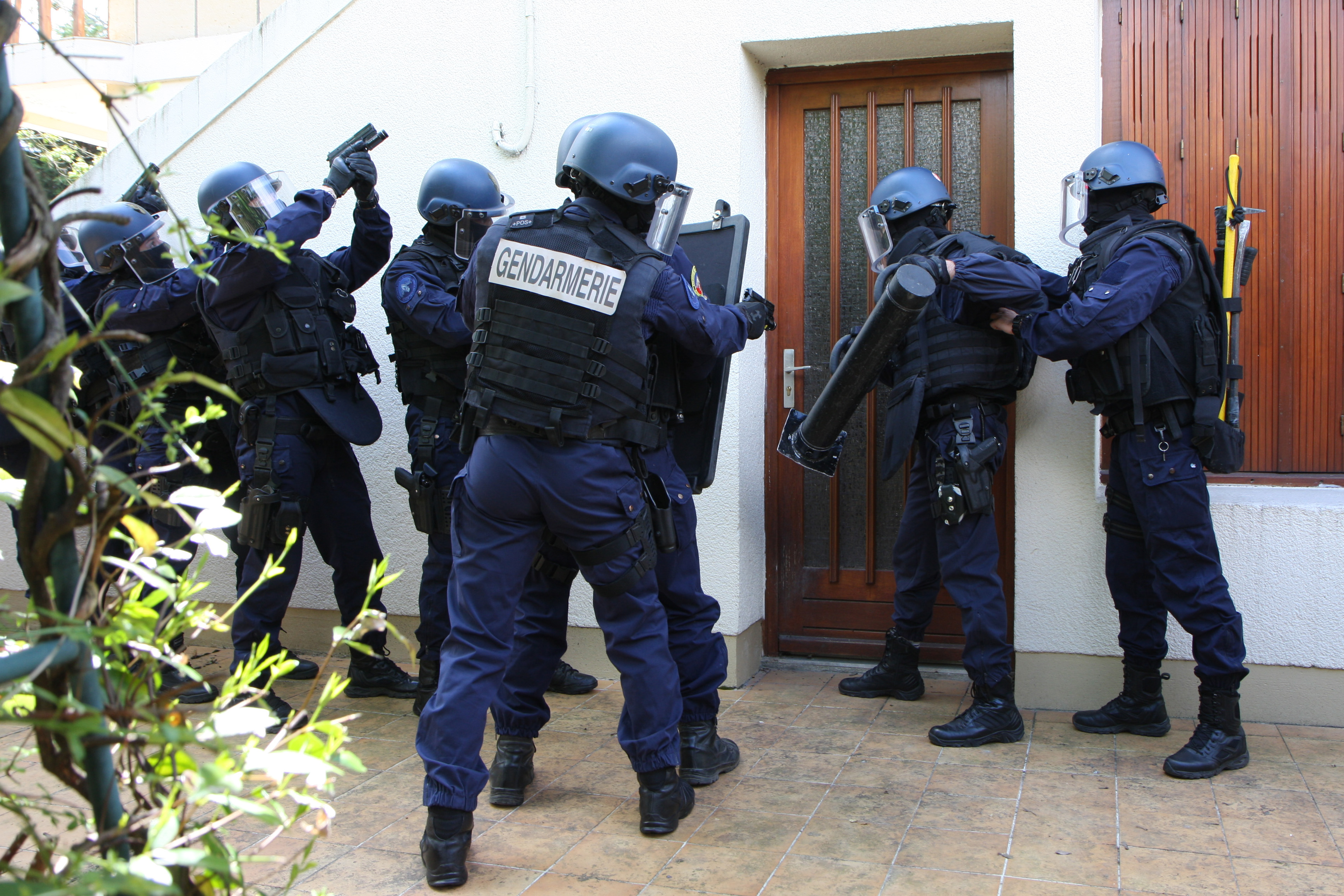
Peloton d'intervention : exercice d'interpellation domiciliaire.

Le niveau de l'intervention intermédiaire constitue un ensemble de techniques  ayant pour but d'apporter une réponse adaptée à des situations plus complexes. Là où l'intervention professionnelle est un domaine de compétence visant à former les militaires de la gendarmerie à répondre à des situations classiques rencontrées dans l'accomplissement de leur service courant, l'intervention intermédiaire a pour objet de préparer les militaires appartenant à certaines unités à intervenir face à des situations relevant d'un niveau de dangerosité supérieur.
Ce domaine d'intervention s'applique à des unités spécifiques d'une part de par leur constitution, les techniques de l'intervention dite intermédiaire étant prévues pour être mise en œuvre par des unités constituées et articulées en plusieurs éléments, et d'autre part par la nature des moyens matériels mis en œuvre, dans le cadre d'opérations commandées et planifiées. À ce cadre traditionnel d'opérations planifiées (typiquement des interpellations domiciliaires dans le cadre d'opérations de police judiciaire) s'ajoutent les interventions en urgence en cas d'attaques terroristes telles que la France en a connu à l'automne 2016,.
L'interpellation intermédiaire est le domaine privilégié des pelotons d'intervention (« PI ») de la gendarmerie mobile et de la Garde républicaine mais également des pelotons spécialisés de protection de la Gendarmerie (« PSPG ») de la gendarmerie départementale dans la mesure où leur mission prioritaire de protection des centrales nucléaires le permet. Ces unités d'intervention intermédiaire comprennent également les PSIG renforcés appelés « PSIG Sabre » créés en 2016 et qui, comme les PI et les PSPG, sont équipés et entraînés pour intervenir en urgence en réponse à une attaque terroriste.

### L'intervention spécialisée

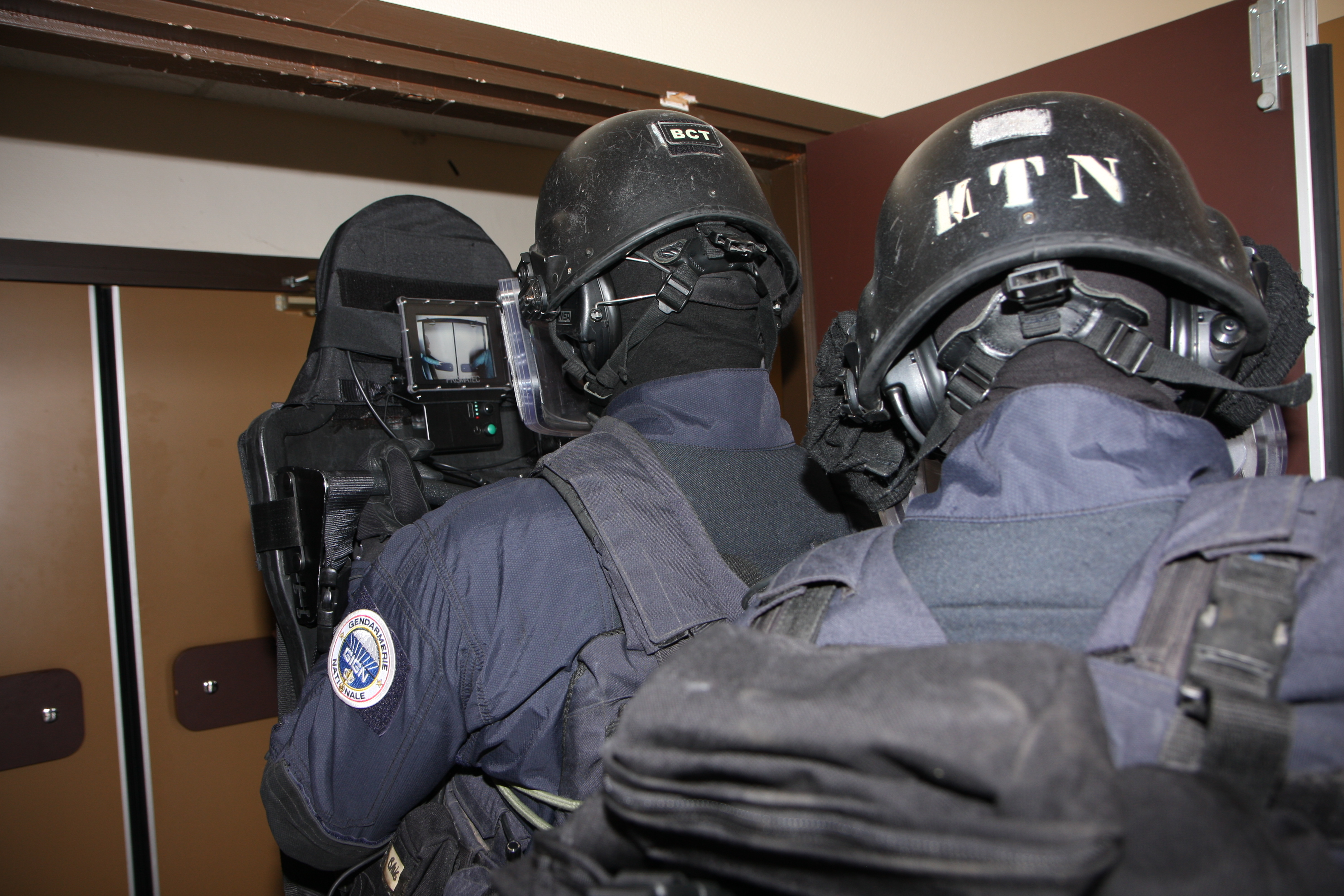
Colonne d'assaut du GIGN

L‘intervention spécialisée s'applique à des événements nécessitant notamment la neutralisation d'individus armés et retranchés dans des circonstances exceptionnelles : terrorisme ou banditisme, prises d'otages, etc. C'est le domaine d'action du Groupe d'intervention de la Gendarmerie nationale (GIGN). En cas de nécessité, les autorités hiérarchiques de la Gendarmerie sollicitent son concours.
Au sein du Ministère de l’Intérieur, la coordination et l’interopérabilité entre le GIGN et le RAID de la Force d'intervention de la police nationale (FIPN) sont assurées par l’Ucofi (Unité de coordination des forces d’intervention), créée en 2010. La procédure d’urgence absolue (P.U.A.) instaurée en avril 2016 par le Ministre de l'Intérieur en réponse aux attentats de 2015 autorise - en cas de crise majeure ou de crises multiples - l'intervention de toute unité en mesure de la faire en tout point du territoire (donc en s'affranchissant du critère de compétence géographique qui s'impose habituellement). Ces interventions sont organisées sous l'autorité de commandants et de coordinateurs des opérations en cas de pluralité de forces d’intervention (Police et Gendarmerie).

## Chronologie des créations d'unités

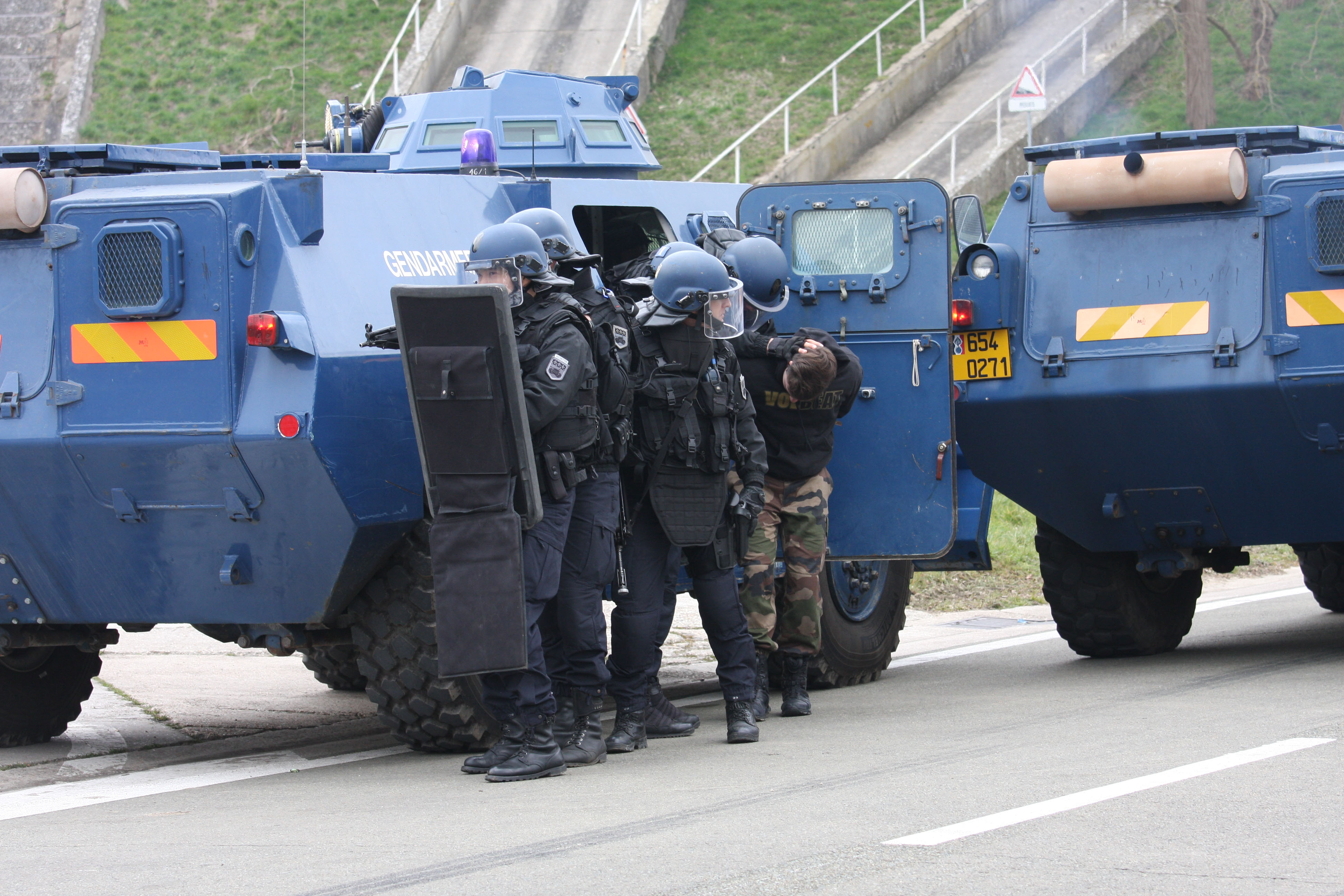
Peloton d'intervention du groupement blindé de gendarmerie mobile. Exercice d'interpellation d'un émeutier.

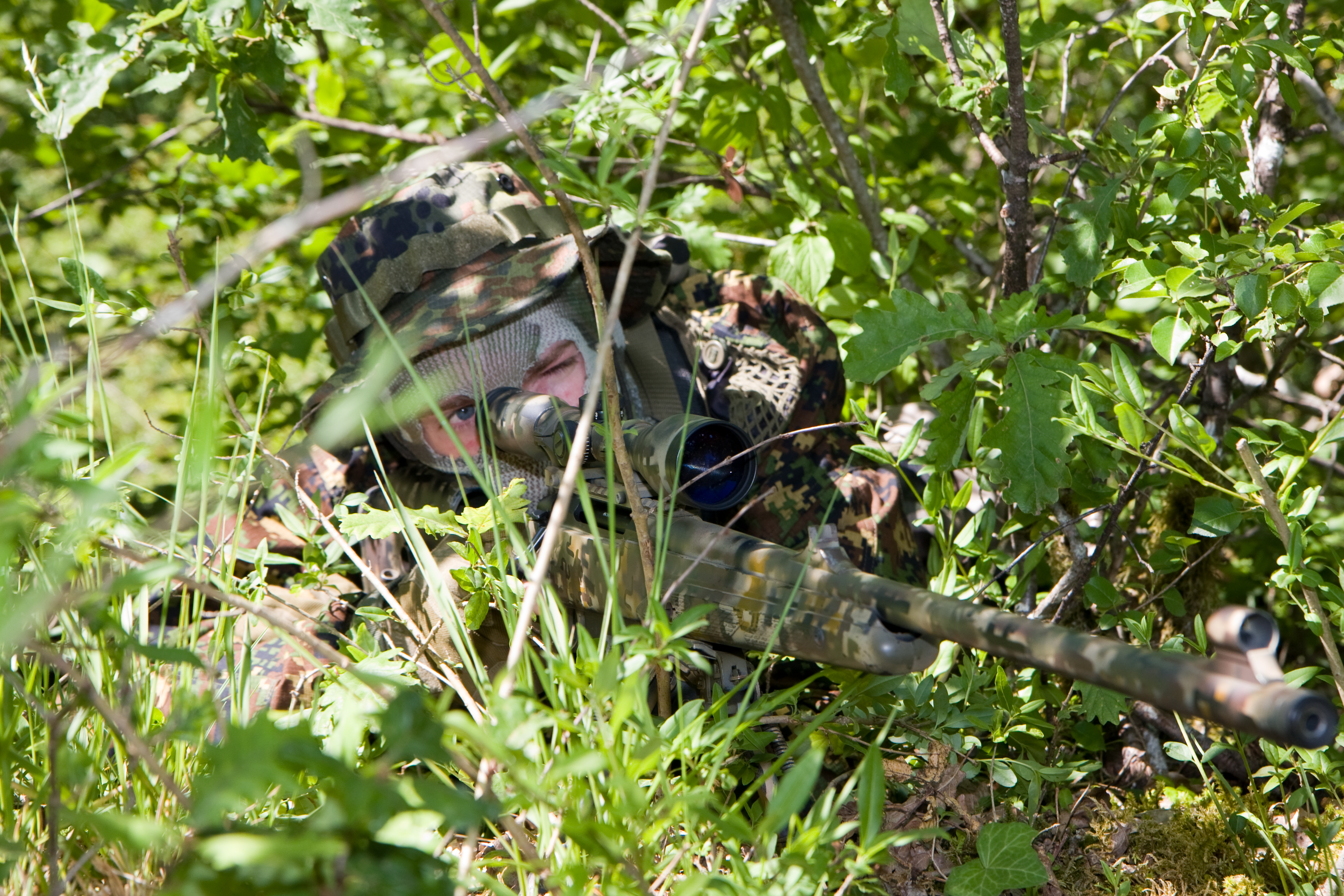
Equipier « Appui-Observation » d'une antenne du GIGN en tenue camouflée.

L'intervention est un des savoir-faire de base de tout gendarme et fait partie de la formation initiale dispensée à tous les personnels. Cependant, les besoins d'expertise dans ce domaine se sont traduits par la création d'unités spécialisées à partir du début des années 1970 (voir les articles consacrés aux différentes unités pour un historique détaillé).
- 1971 : Création de l'escadron parachutiste de gendarmerie mobile ou EPGM 9/11 à Mont-de-Marsan.
- 1973 : Créations quasi simultanées d'un premier GIGN au sein de l'EPGM de Mont-de-Marsan et de l'équipe commando régionale d'intervention ou ECRI à Maisons-Alfort. Ces deux unités deviendront respectivement les GIGN 4 et 1 en 1974 avant de fusionner pour former le GIGN en 1976.
- 1975 : Création de détachements d'intervention au sein de la gendarmerie départementale. Ils prendront en 1977 l'appellation de pelotons de surveillance et d'intervention de Gendarmerie ou « PSIG ».
- 1981 Création des équipes légères d'intervention (ELI) au sein des escadrons de gendarmerie mobile[N 3]. En 1997, certains escadrons seront dotés d'un peloton léger d'intervention ou PLI puis, en 2001, l'ensemble des escadrons adoptera une structure dite quaternaire : 4 pelotons de marche dont un peloton d'intervention[N 4].
- 1984 Dissolution de l'EPGM de Mont-de-Marsan et création simultanées de l'escadron parachutiste d'intervention de la gendarmerie nationale ou EPIGN à Satory (78).
- 1984 : Création du Groupement de sécurité et d'intervention de la Gendarmerie nationale ou GSIGN à Satory. Il sera réorganisé en 1986 lorsque ses composantes initiales (GIGN et EPIGN) seront rejointes par le Groupe de sécurité de la présidence de la République (GSPR) et le groupe « instruction ».
- 1998 Création à Ajaccio (Corse) d'un groupe de pelotons de sécurité (GPS). Il sera dissous en mai 1999 à la suite de l'Affaire des paillotes[8].
- 2004 Création du premier Peloton d'intervention interrégional de Gendarmerie ou PI2G à Toulouse (suivi par les PI2G d'Orange en 2007 et de Dijon en 2012).
- 2007 Dissolution du GSIGN et de ses composantes (notamment EPIGN) et création simultanée du GIGN actuel, qui reprend les missions du GSIGN mais avec un niveau d'intégration supérieur ainsi que des structures de commandement et de soutien plus développées.
- 2009 à 2012 Création de 20 pelotons spécialisés de protection de la Gendarmerie (PSPG) en remplacement des « PSIG nucléaires » qui avaient été créés à la suite des attentats de 2001. À la suite d'une expérimentation commencée en 2007, les PSPG sont le fruit d'un partenariat avec EDF. Leur mission principale est la protection des centrales nucléaires (Centres nucléaires de production d'électricité ou CNPE) mais ils reçoivent une mission secondaire d'intervention, principalement au bénéfice de la gendarmerie départementale.
- 2010 Création de l'Unité de coordination des forces d’intervention (UCoFI) - composée de gendarmes et de policiers - afin de coordonner l'action des unités d'intervention spécialisée de la Gendarmerie nationale et de la Police nationale (notamment GIGN et RAID).
- 2016 Mise en place des premiers PSIG Sabre : PSIG renforcés, équipés et entraînés pour intervenir sur des situations dégradées (terrorisme) dans l'attente des unités d'intervention spécialisée. Un total de 150 PSIG Sabre doit être opérationnel, dont 50 dès l'année 2016.
- 2016 Création de trois PI2G supplémentaires à Nantes, Reims et Tours à la suite des  attentats de novembre 2015.
- 2016 Les six PI2G (en avril) puis en juillet, les sept GPI (groupes de pelotons d'intervention implantés outre-mer[9]) sont renommés antennes du GIGN.
- Une antenne du GIGN (AGIGN) est créée à Caen le 1er février 2021[10].
- Les antennes de métropole et d'outre-mer sont entièrement intégrées au GIGN le 1er août 2021 dans le cadre d'une réorganisation qui voir la création, au sein de l'unité, d'une Force Antennes[11],[12].